# Pătrăhăițești, Alba
Pătrăhăițești este un sat în comuna Arieșeni din județul Alba, Transilvania, România.
Satul se găsește la poalele Vârfului Curcubata Mică. În acest sat se găsesc meșteri populari care confecționează tulnice, donițe, ciubere și alte obiecte de lemn. Pentru iubitorii muntelui, aici se găsește Cascada Buciniș, un mic muzeu - un atelier de ciubărărit, iar de pe creastă, unde este vârful Curcubata Mică, se deschide o panoramă superbă spre Valea Arieșului Mare și Valea Arieșului Mic.